# Havneholmen (métro de Copenhague)
Havneholmen est une station de la ligne 4 du métro de Copenhague située sur la commune de Copenhague.

## Situation
Havneholmen est desservie par la ligne 4 du métro de Copenhague. Cette station souterraine se trouve entre København H et Enghave Brygge.

## Histoire
La station Havneholmen a ouvert au public le 22 juin 2024 à l'occasion de la mise en service du prolongement sud de la ligne 4 du métro de Copenhague.

## Services aux voyageurs

### Accès
La station dispose de deux accès. L'espace dédié à l'achat des billets et autres services se trouve en sous-sol et est accessible par des escaliers extérieurs depuis la rue. Des escaliers mécaniques permettent de descendre vers le quai.
Un ascenseur dessert l'ensemble des niveaux de la station depuis la rue. 

### Quais
La station dispose d'un quai central séparé des voies par des portes palières à ouverture automatique. 
Comme les autres stations du prolongement sud de la ligne 4 mis en service en 2024, l'aménagement et le design de la station ont été réalisés en collaboration avec un artiste. 

Pour la station Havneholmen, le collectif d'artistes danois Superflex a installé des équipements du métro, tels que les écrans d'information, les poubelles et les bornes de validation, sur les murs et au plafond. Les aiguilles des horloges tournent à grande vitesse, perturbant la notion de temps. En descendant les escalators, les passagers traversent un espace où temps et espace se déforment, transformant leur trajet en une expérience sensorielle unique. L'œuvre est intitulée Super Metro.

Œuvre d'art dans la station Havneholmen
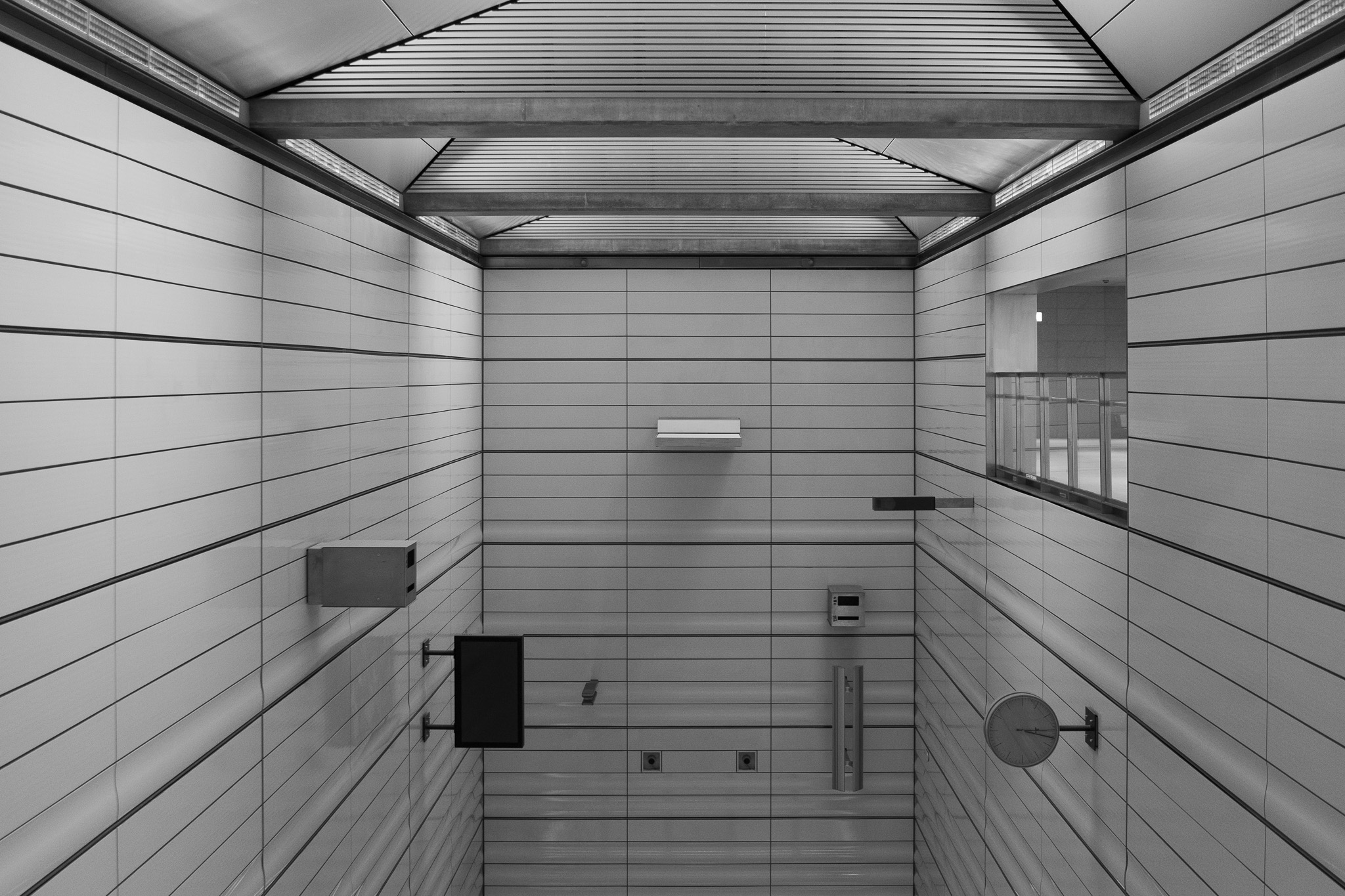
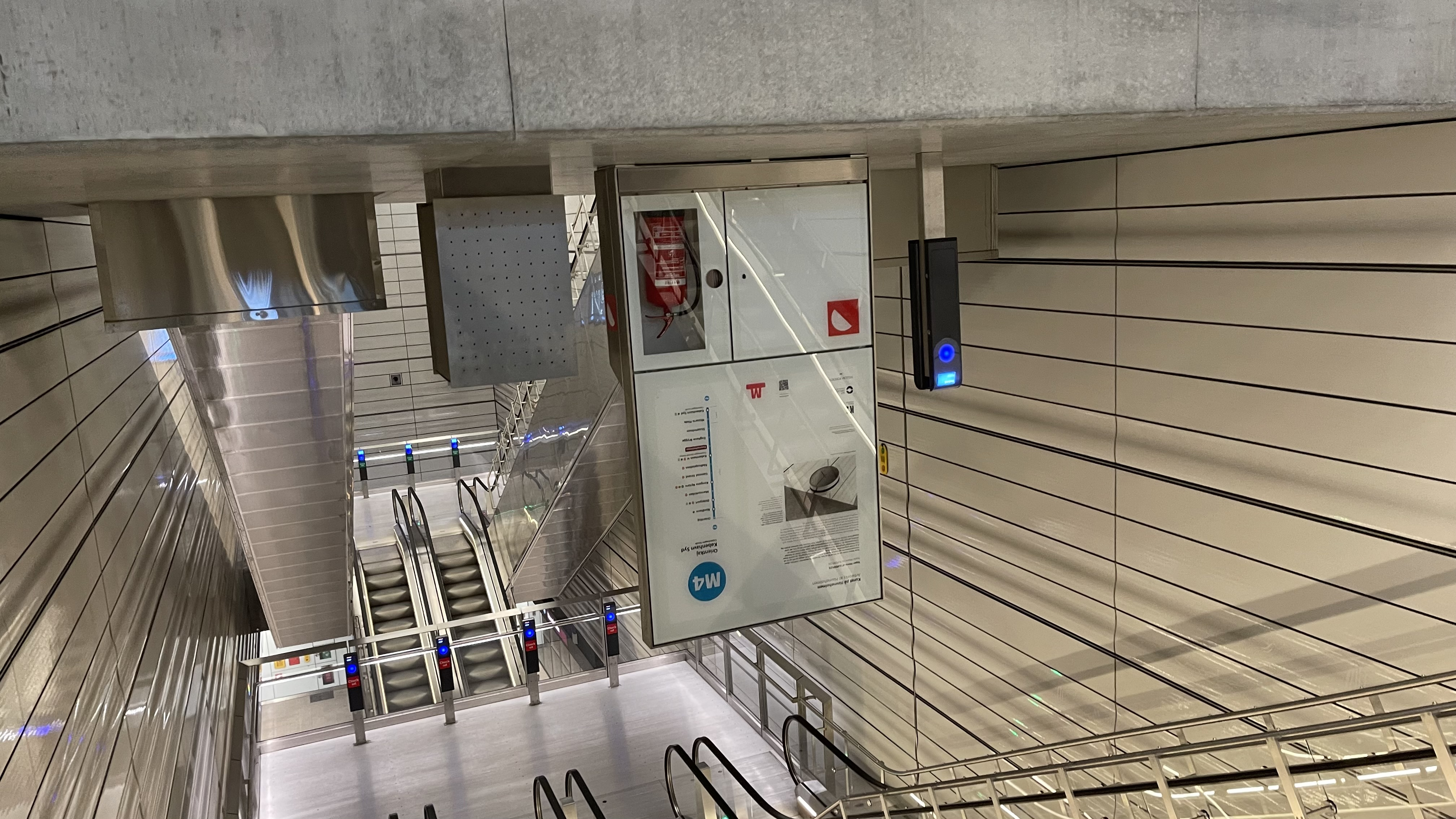
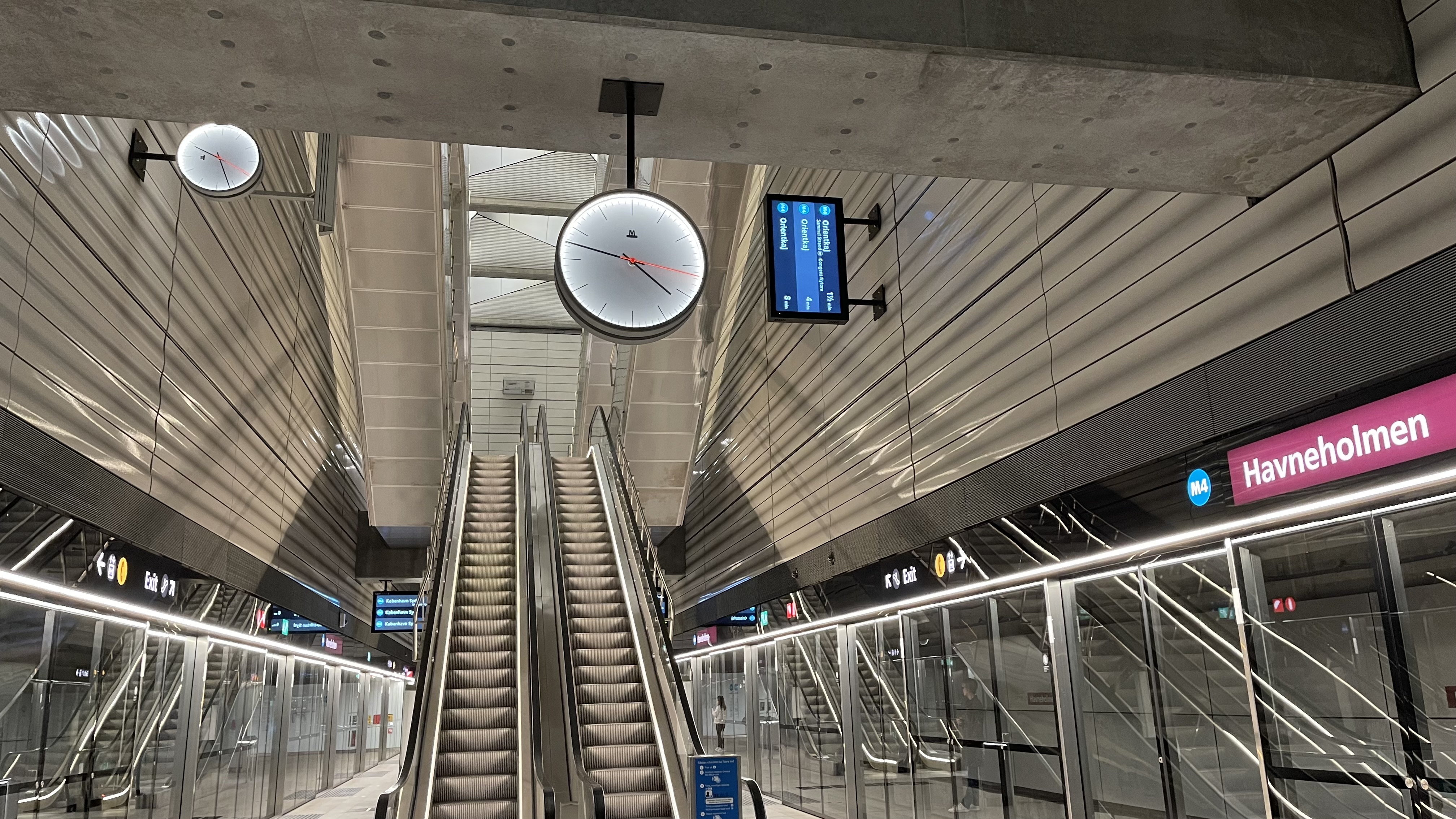

## À proximité
- Fisketorvet : centre commercial
- IKEA København
- Quartier de Sydhavn